# Made in Brazil
Made in Brazil (mibr) ist ein brasilianischer E-Sport-Clan, der Anfang des Jahres 2003 in Rio de Janeiro gegründet wurde. Er war vor allem wegen seines Counter-Strike 1.6-Teams, das mehrmals im Jahr nach Europa und in die USA reiste, um dort zu trainieren und an Turnieren teilzunehmen, weltweit bekannt. Der größte Erfolg von mibr war der erste Platz auf dem Electronic Sports World Cup 2006, wo das Team 52.000 $ gewinnen konnte. Er war der erfolgreichste südamerikanische Clan in Counter-Strike 1.6 und Gründungsmitglied der inzwischen aufgelösten G7 Teams.
2005 hat der bekannte norwegische Counter-Strike-Spieler Ola „elemeNt“ Moum bei Made in Brazil gespielt, nachdem er Team NoA verlassen hatte. Wegen mangelnder Einsatzbereitschaft und häufigen Auslandsreisen, die einen regelmäßigen Trainingsbetrieb erschwerten, wurde er nach wenigen Monaten wieder entlassen.
Im November 2009 trennte sich Made in Brazil nach dem Rücktritt von Raphael „cogu“ Camargo von den restlichen Spielern. Obwohl die Organisation in den kommenden Monaten neue Spieler unter ihren Namen spielen ließ, konnten diese nicht überzeugen und wurden wieder entlassen. Im Frühjahr 2012 wurde Made in Brazil schließlich aufgelöst. Am 7. Juni 2018 bestätigte der Clan seine Rückkehr, diese erfolgte am 23. Juni 2018 durch den Kauf des Brands durch Immortals und der Übernahme des Teams von SK Gaming.

## Wichtigste Erfolge in Counter-Strike
| Datum     | Platz   | Turnier                                              | Preisgeld   | Roster |
| --------- | ------- | ---------------------------------------------------- | ----------- | --- |
| Dez. 2003 | 5.      | CPL Winter 2003                                      | 06.000 $    | Eduardo „Corassa“ Corassa Eduardo „Eduzin“ Chagas Carlos „KIKO“ Segal Rafael „pava“ Pavanelli Rafael „Pred“ Velloso |
| Mai 2005  | 1.      | CPL Brazil 2005                                      | 012.000 $   | Raphael „cogu“ Camargo Carlos „KIKO“ Segal Rafael „pava“ Pavanelli Rafael „Pred“ Velloso Marcus „xed“ Pais          |
| Juli 2006 | 1.      | ESWC 2006                                            | 052.000 $   | Bruno „bruno“ Ono Raphael „cogu“ Camargo Lincoln „fnx“ Lau Carlos „KIKO“ Segal Renato „nak“ Nakano                  |
| Feb. 2007 | 1.      | shgOpen 2007                                         | 120.000 DDK | Bruno „bit“ Lima Bruno „bruno“ Ono Raphael „cogu“ Camargo Lincoln „fnx“ Lau Renato „nak“ Nakano                     |
| Juni 2007 | 2.      | GameGune 2007                                        | 06.000 €    | Bruno „bit“ Lima Bruno „bruno“ Ono Raphael „cogu“ Camargo Lincoln „fnx“ Lau Renato „nak“ Nakano                     |
| Dez. 2007 | 1.      | DreamHack Winter 2007                                | 110.000 SEK | Bruno „bit“ Lima Thiago „btt“ Monteiro Olavo „chucky“ Napoleão Lincoln „fnx“ Lau Wellington „ton“ Caruso            |
| Juni 2008 | 1.      | GameGune 2008                                        | 012.000 $   | Bruno „bit“ Lima Thiago „btt“ Monteiro Olavo „chucky“ Napoleão Norberto „Lance“ Lage Wellington „ton“ Caruso        |
| Okt. 2008 | 2.      | EM III – Los Angeles                                 | 010.000 $   | Bruno „bit“ Lima Thiago „btt“ Monteiro Raphael „cogu“ Camargo Lincoln „fnx“ Lau Renato „nak“ Nakano                 |
| Okt. 2008 | 3.      | EM III – Montreal                                    | 06.000 $    | Bruno „bit“ Lima Thiago „btt“ Monteiro Raphael „cogu“ Camargo Lincoln „fnx“ Lau Renato „nak“ Nakano                 |
| Nov. 2008 | 1.      | EM III – American Finals                             | 025.000 $   | Bruno „bit“ Lima Thiago „btt“ Monteiro Raphael „cogu“ Camargo Lincoln „fnx“ Lau Renato „nak“ Nakano                 |
| Mai 2019  | 1.      | Esports Championship Series Season 7 - North America | 24.000 $    | |
| Nov. 2019 | 3. – 4. | CS:GO Asia Championships 2019                        | 50.000 $    | |
| Dez. 2019 | 5. – 6. | cs_summit #5                                         | 1.500+ $    | |

## Aktuelle Teammitglieder

### Counter-Strike 2
(Stand Februar 2025)
- Raphael 'exit' Lacerda
- Felipe 'insani' Yuji
- Breno 'brnz4n' Poletto
- Rafael 'saffee' Costa
- Lucas 'Lucaozy' Neves